# Kiera Thompson
Kiera Thompson, född i London, är en brittisk skådespelare.
Thompson har bland annat medverkat i TV-serierna Giftattacken i Salisbury och Time Bandits. Hon har även medverkat i filmen och Marty's Lane.

## Filmografi (i urval)
- 2020 – Giftattacken i Salisbury
- 2021 – Marty's Lane
- 2023 – Time Bandits (TV-serie)